# Obuchiw (obwód winnicki)
Obuchiw (ukr. Обухів) – wieś na Ukrainie, w obwodzie winnickim, w rejonie mohylowskim, w hromadzie Kuryłowce Murowane. W 2001 liczyła 725 mieszkańców, wśród których 722 wskazało jako ojczysty język ukraiński, 2 rosyjski, a 1 białoruski.
Znajduje tu się stacja kolejowa Kotiużany, położona na linii Żmerynka – Mohylów Podolski.